# Valspar Championship
Valspar Championship är en professionell golftävling på den amerikanska PGA Touren. Tävlingen arrangeras i Florida och har spelats på samma golfbana sedan tävlingen etablerades år 2000: The Copperhead Course på Innisbrook Resort and Golf Club i Palm Harbor.

## Historia
Tävlingen spelades första gången år 2000 under namnet Tampa Bay Classic och arrangerades då under hösten som en alternativ tävling under Presidents Cup. Året därpå, 2001, spelades tävlingen i september samtidigt som WGC American Express Championship, men ställdes in på grund av 11 septemberattacken. År 2002 spelades tävlingen i september som en alternativ tävling mot WGC American Express Championship.
Mellan 2003 och 2006 hade tävlingen Chrysler som titelsponsor och spelades antingen i oktober eller november månad, för att år 2007 byta datum. Tävlingen flyttades till mars och fick PODS som titelsponsor.
Från och med 2009 var Transitions Optical, Inc. titelsponsor. År 2013 var EverBank titelsponsor och i september senare samma år skrev Valspar Corporation under ett fyraårskontrakt vilket gav tävlingen dess nuvarande namn Valspar Championship. Under 2016 förlängde Valspar kontraktet till och med 2020.
Två spelare har i dagsläget vunnit tävlingen två gånger: K. J. Choi år 2002 och 2006, samt Retief Goosen år 2003 och 2009.

## Vinnare
| År                                           | Vinnare                              | Resultat                             | Mot par                              | Segermarginal                        | Runner(s)-up                                                                         |
| Valspar Championship                         | Valspar Championship                 | Valspar Championship                 | Valspar Championship                 | Valspar Championship                 | Valspar Championship                                                                 |
| -------------------------------------------- | ------------------------------------ | ------------------------------------ | ------------------------------------ | ------------------------------------ | ------------------------------------------------------------------------------------ |
| 2018                                         | Paul Casey                           | 274                                  | -10                                  | 1 slag                               | Patrick Reed, Tiger Woods                                                            |
| 2017                                         | Adam Hadwin                          | 270                                  | −14                                  | 1 slag                               | Patrick Cantlay                                                                      |
| 2016                                         | Charl Schwartzel                     | 277                                  | −7                                   | Särspel                              | Bill Haas                                                                            |
| 2015                                         | Jordan Spieth                        | 274                                  | −10                                  | Särspel                              | Sean O'Hair, Patrick Reed                                                            |
| 2014                                         | John Senden                          | 277                                  | −7                                   | 1 slag                               | Kevin Na                                                                             |
| Tampa Bay Championship presented by EverBank |                                      |                                      |                                      |                                      |                                                                                      |
| 2013                                         | Kevin Streelman                      | 274                                  | −10                                  | 2 slag                               | Boo Weekley                                                                          |
| Transitions Championship                     |                                      |                                      |                                      |                                      |                                                                                      |
| 2012                                         | Luke Donald                          | 271                                  | −13                                  | Särspel                              | Bae Sang-moon, Jim Furyk, Robert Garrigus                                            |
| 2011                                         | Gary Woodland                        | 269                                  | −15                                  | 1 slag                               | Webb Simpson                                                                         |
| 2010                                         | Jim Furyk                            | 271                                  | −13                                  | 1 slag                               | K. J. Choi                                                                           |
| 2009                                         | Retief Goosen (2)                    | 276                                  | −8                                   | 1 slag                               | Charles Howell III, Brett Quigley                                                    |
| PODS Championship                            |                                      |                                      |                                      |                                      |                                                                                      |
| 2008                                         | Sean O'Hair                          | 280                                  | −4                                   | 2 slag                               | Stewart Cink, Ryuji Imada, Troy Matteson, Billy Mayfair, George McNeill, John Senden |
| 2007                                         | Mark Calcavecchia                    | 274                                  | −10                                  | 1 slag                               | John Senden, Heath Slocum                                                            |
| Chrysler Championship                        |                                      |                                      |                                      |                                      |                                                                                      |
| 2006                                         | K. J. Choi (2)                       | 271                                  | −13                                  | 4 slag                               | Paul Goydos , Brett Wetterich                                                        |
| 2005                                         | Carl Pettersson                      | 275                                  | −9                                   | 1 slag                               | Chad Campbell                                                                        |
| 2004                                         | Vijay Singh                          | 266                                  | −18                                  | 5 slag                               | Tommy Armour III, Jesper Parnevik                                                    |
| 2003                                         | Retief Goosen                        | 272                                  | −12                                  | 3 slag                               | Vijay Singh                                                                          |
| Tampa Bay Classic presented by Buick         |                                      |                                      |                                      |                                      |                                                                                      |
| 2002                                         | K. J. Choi                           | 267                                  | −17                                  | 7 slag                               | Glen Day                                                                             |
| Tampa Bay Classic                            |                                      |                                      |                                      |                                      |                                                                                      |
| 2001                                         | Inställd p.g.a. 11 septemberattacken | Inställd p.g.a. 11 septemberattacken | Inställd p.g.a. 11 septemberattacken | Inställd p.g.a. 11 septemberattacken | Inställd p.g.a. 11 septemberattacken                                                 |
| 2000                                         | John Huston                          | 271                                  | −13                                  | 3 slag                               | Carl Paulson                                                                         |